# Mistrzostwa Australii i Oceanii w Chodzie Sportowym 2015
Mistrzostwa Australii i Oceanii w Chodzie Sportowym 2015 – zawody lekkoatletyczne, które odbyły się 22 lutego w australijskim mieście Adelaide. Zawody zaliczane były do cyklu IAAF Race Walking Challenge. Rozegrano chód na 20 kilometrów kobiet i mężczyzn.

## Rezultaty
| Konkurencja:           | Złoto          | Wynik   | Srebro      | Wynik   | Brąz           | Wynik   |
| Chód na 20 km mężczyzn | Jared Tallent  | 1:24:05 | Quentin Rew | 1:25:22 | Chris Erickson | 1:25:42 |
| Chód na 20 km kobiet   | Tanya Holliday | 1:34:05 | Bekki Smith | 1:34:35 | Rachel Tallent | 1:35:03 |